# Красноселівка (Білогірський район)
Красносе́лівка (до 1945 року — Єні-Сала, крим. Yeñi Sala) — село в Україні, у Білогірському районі Автономної Республіки Крим. Підпорядковане Криничненській сільській раді. Населення становить 74 особи.
Топонім зберігся в назвах декількох печер, розташованих у тому ж районі. Порівняно легкодоступні для відвідування невеликі печери Єні-Сала I і Єні-Сала II. Одна з них, Єні-Сала II, як і печера Єні-Сала III, є ландшафтно-геологічною пам'яткою місцевого значення. Крім того, печери I і II становлять значний науковий інтерес і в археологічному відношенні. У печері Ені-Сала III знаходиться найбільший сифон (затоплена галерея) в Криму, його довжина - близько 115 м.
В селі знаходяться руїни мечеті Єні-Сала Джамісі.
У 1944 році, після звільнення Криму від фашистів, згідно з Постановою ДКО № 5859 від 11 травня 1944, 18 травня кримські татари з Єні-Сали були депортовані в Середню Азію. 12 серпня 1944 було прийнято постанову № ГОКО-6372с «Про переселення колгоспників у райони Криму», за яким з Тамбовської та Курської областей РРФСР в район пререселялісь 8100 сімей колгоспників. Указом Президії Верховної Ради РРФСР від 21 серпня 1945 Єні-Сала була перейменована в Красноселівку і Єні-Сальська сільрада - в Красноселівську.